# Hans Hinterseer

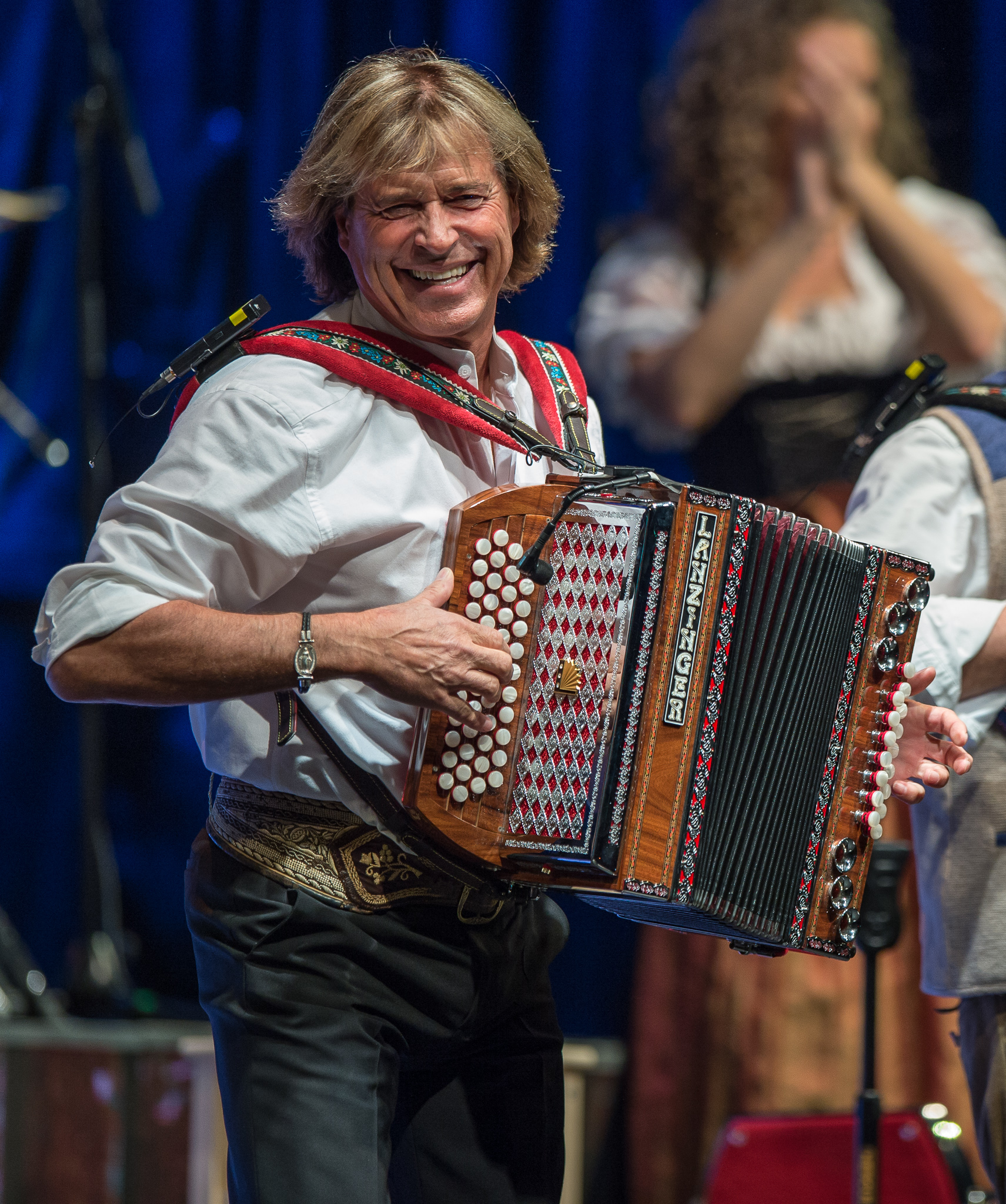
Hansi Hinterseer - 2016

Hans Hinterseer (Kitzbühel, Austria, 2 de febrero de 1954) es un esquiador retirado que ganó 1 Medalla en el Campeonato del Mundo (1 de plata), 1 Copa del Mundo en disciplina de Eslalon Gigante y 6 victorias en la Copa del Mundo de Esquí Alpino (con un total de 21 podiums).
Tras retirarse, empezó una carrera como cantante y actor, alcanzando gran fama y grandes éxitos, sobre todo en su faceta musical.

## Resultados

### Juegos Olímpicos de Invierno
- 1976 en Innsbruck, Austria
  - Eslalon Gigante: 14.º

### Campeonatos Mundiales
- 1974 en St. Moritz, Suiza
  - Eslalon Gigante: 2.º

### Copa del Mundo

#### Clasificación general Copa del Mundo
- 1971-1972: 35.º
- 1972-1973: 4.º
- 1973-1974: 3.º
- 1974-1975: 6.º
- 1975-1976: 5.º
- 1976-1977: 14.º
- 1977-1978: 54.º

#### Clasificación por disciplinas (Top-10)
- 1972-1973:
  - Eslalon Gigante: 1.º
- 1973-1974:
  - Eslalon Gigante: 2.º
  - Eslalon: 5.º
- 1974-1975:
  - Eslalon Gigante: 5.º
  - Eslalon: 5.º
- 1975-1976:
  - Eslalon: 3.º
  - Eslalon Gigante: 8.º
- 1976-1977:
  - Eslalon Gigante: 7.º
  - Eslalon: 10.º

#### Victorias en la Copa del Mundo (6)

##### Eslalon Gigante (3)
| Fecha                  | Lugar       |
| ---------------------- | ----------- |
| 8 de marzo de 1973     | Anchorage   |
| 8 de diciembre de 1973 | Val-d'Isère |
| 25 de febrero de 1977  | Furano      |

##### Eslalon (3)
| Fecha                   | Lugar      |
| ----------------------- | ---------- |
| 27 de enero de 1974     | Kitzbühel  |
| 21 de febrero de 1975   | Naeba      |
| 21 de diciembre de 1975 | Schladming |